# Almindelig humlebøg
Almindelig Humlebøg (Ostrya carpinifolia) eller Europæisk Humlebøg er et stort, løvfældende træ med en kegleagtig vækstform. Gamle træer bliver dog brede og åbne i væksten. Træet er ofte flerstammet. Veddet bruges som gavntræ i hjemlandene.

## Beskrivelse
Barken er først brun med bittesmå, lyse barkporer. Dernæst bliver den gråbrun med svage, tværgående porebånd, og til sidst bliver den opsprækkende i små flager (omtrent som hos Spisepære). Knopperne er spredte og udspærrede. De er dels brune og dels klart grønne på én og samme knop. Der er fine hår langs randen af knopskællene. 
Bladene er ægformede med skarpt og dobbelt savtakket rand. Der er mange nerver, som ligger forsænket i bladoverfladen (ligesom hos Avnbøg). Oversiden er mørkegrøn og skinnende, mens undersiden er noget lysere med små totter hår ved nervevinklerne. Høstfarven er blegt gråbrun. De gamle hunrakler sidder langt hen på vinteren og ligner humlekopper i færdig tilstand (altså med frø). De nye, hanlige rakler sidder i bladhjørnerne ved skudspidsen. Frøene modner godt og spirer villigt.
Rodnettet består af dybtgående, kraftige hovedrødder. Siderødderne er svagt forgrenede. 
Højde x bredde og årlig tilvækst: 15 x 15 m (25 x 25 cm/år).

## Hjemsted
Almindelig Humlebøg findes vildtvoksende i Norditalien, på Balkan og i Lilleasien. Alle steder optræder den på varm og ret tør bund, hvor vintrene er milde. 
Ledsageplanter er f.eks. Ægte Kastanje, Valnød, Avnbøg, Vinter-Eg, Tarmvrid-Røn, Navr, Sølv-Lind, Manna-Ask og Kirsebær-Kornel.
- Ostrya carpinifolia

| Portal | Portal:Botanik |